# (26488) Beiser
(26488) Beiser est un astéroïde de la ceinture principale.

## Description
(26488) Beiser est un astéroïde de la ceinture principale. Il fut découvert le 7 janvier 2000 à la station Anderson Mesa par le programme LONEOS. Il présente une orbite caractérisée par un demi-grand axe de 2,99 UA, une excentricité de 0,16 et une inclinaison de 10,7° par rapport à l'écliptique.

## Compléments